# Suizhou
Suizhou (en chino, 随州; pinyin, Suízhōu (escuchar)ⓘ) es una ciudad-prefectura en la provincia de Hubei, República Popular de China. A una distancia aproximada de 150 kilómetros de la capital provincial. Limita al norte y oeste con Xiangfan, al sur con Xiaogan y al este con la provincia de Henan. Su área es de 9613 km² y su población total para 2019 superó los 2,2 millones de habitantes. 

## Administración
La ciudad prefectura de Suizhou se divide en 3 localidades que se administran en 1 distrito urbano, 1 ciudad suburba y 1 condado rural.
- Distrito Zengdu 曾都区
- Ciudad Guangshui 广水市
- Condado Sui 随县

## Toponimia
El topónimo Suizhou [/suéi-zhóu/] significa 'Provincia Sui' y su nombre proviene del Estado Sui (随国), un reino vasallo durante la dinastía Zhou en la cuenca del río Han, llamado así por el clan Sui (随氏) que lo fundó.
Tras décadas de ataques e invasiones por parte del Estado Chu, Sui finalmente fue conquistada y su territorio se anexó, primero como condado (县 xian) y luego como provincia (州 zhou). A través de los años, el tipo de administración a variado, por lo que los nombres Sui (a secas) y Suizhou ha sido intermitente.

## Historia
Suizhou tiene una larga historia. Durante el Periodo de Primaveras y Otoños y el Período de los Reinos Combatientes, fue el territorio de los Estados Sui y Zheng y en el ámbito cultural del Estado de Chu. La ciudad es famosa porque allí se desenterró un instrumento de percusión el Bianzhong del marqués de Yi de zeng